# James Young (americký hudebník)
James Young (* 14. listopadu 1949 Chicago) je americký rockový kytarista a zpěvák. Ve svých pěti letech začal hrát na klavír a později na kytaru a klarinet. Studoval na Illinois Institute of Technology, kde získal bakalářský titul v oblasti strojního a leteckého inženýrství. V roce 1972 založil skupinu Styx, ve které hrál až do jejího rozpadu o dvanáct let později. Se skupinou znovu vystupoval v letech 1989 až 1992 a od roku 1995, kdy byla obnovena. Během neaktivního období skupiny vydal Young své první sólové album City Slicker, na kterém jej doprovázel původem český hudebník Jan Hammer. O tři roky později následovala druhá sólová deska Out on a Day Pass a roku 1995 pak třetí Raised by Wolves.

## Diskografie

### Styx
- Styx (1972)
- Styx II (1973)
- The Serpent Is Rising (1973)
- Man of Miracles (1974)
- Equinox (1975)
- Crystal Ball (1976)
- The Grand Illusion (1977)
- Pieces of Eight (1978)
- Cornerstone (1979)
- Paradise Theater (1981)
- Kilroy Was Here (1983)
- Caught in the Act (Live, 1984)
- Edge of the Century (1990)
- Return to Paradise (Live, 1997)
- Brave New World (1999)
- Arch Allies: Live at Riverport (Live, 2000)
- Styx World: Live 2001 (Live, 2001)
- At the River's Edge: Live in St. Louis (Live, 2002)
- Cyclorama (2003)
- 21st Century Live (Live, 2003)
- Big Bang Theory (2005)
- One with Everything: Styx and the Contemporary Youth Orchestra (Live, 2006)
- The Grand Illusion, Pieces of Eight Live (Live, 2012)
- Live at the Orleans Arena Las Vegas (Live, 2015)
- The Mission (2017)

## Sólová diskografie
- City Slicker (1985)
- Out on a Day Pass (1998)
- Raised by Wolves (1995)